# Saghbine
Saghbine (arabisch صغبين, DMG Ṣaġbīn) ist ein Dorf im Distrikt West-Bekaa im Gouvernement Bekaa der Republik Libanon. Im Sommer übernimmt Saghbine die Funktion als Verwaltungssitz des Bezirks, während im Winter Joub Jannine als solcher agiert.

## Geschichte
1838 beschrieb Eli Smith ein Maronitisch-Katholisches Dorf auf der Westseite des Bekaa-Tals.
Volkstümlich wird der Ursprung des Namens „Saghbine“ auf die als rau und sturr bekannten Männer des Dorfes zurückgeführt.

## Lage
Saghbine befindet sich am östlichen Hang der Westlibanesischen Berge, am Fuße des Gipfels Niha, am Ufer des Litani-Flusses im Herzen des Westlichen Bekaa-Tals.